# Красота, Владимир Филиппович
Владимир Филиппович Красота (23 декабря 1916, Острогожск, Воронежская губерния — 30 июля 2008) — член-корреспондент РАСХН, доктор сельскохозяйственных наук, профессор.

## Биография
Родился в Острогожске (ныне — Воронежской области). В 1937 году окончил Воронежский зооветеринарный институт.
Участник Великой Отечественной войны; командовал батареей СУ-76 в звании капитана.
С 1945 года преподавал в Ульяновском сельскохозяйственном институте: доцент, заведующий кафедрой генетики и разведения сельскохозяйственных животных, директор института (1953—1961). В 1961—1978 годы — начальник Главного управления высшего и среднего образования Министерства сельского хозяйства СССР.
С 1978 года — заведующий кафедрой, с 2000 — профессор кафедры генетики и разведения сельскохозяйственных животных Московской государственной академии ветеринарной медицины и биотехнологии им. К. И. Скрябина.

## Научная деятельность
Видный ученый в области разведения и селекции молочного крупного рогатого скота.
Основные исследования посвящены разработке генетических основ онтогенеза сельскохозяйственных животных и селекционного процесса в скотоводстве. Является одним из создателей научной школы по цитогенетике животных. Под его руководством и при непосредственном участии разработаны и внедрены в производство: план племенной работы с бестужевской породой крупного рогатого скота в зоне её разведения (Среднее Поволжье); планы по совершенствованию черно-пестрого, голштинизированного скота в племхозе «Рязанский» и др.; методы выявления скрытых генетических аномалий.
Почётный президент и академик Международной академии аграрного образования; почётный член бюро Отделения зоотехнии РАСХН.
Автор около 200 научных трудов, в том числе 11 книг, 4 учебников и 2 монографий; 3 авторских свидетельств на изобретения.

## Награды и звания
- Орден Отечественной войны I (6 марта 1985[2]) и II (9 февраля 1945[1]) степени
- 2 ордена Трудового Красного Знамени
- орден Дружбы народов
- орден «Знак Почёта»
- Премия Совета Министров СССР (1987)
- Заслуженный деятель науки Российской Федерации (20 ноября 1992) — за заслуги в области научной деятельности[3]
- орден Почёта (1997)[4]
- 12 медалей ВОВ
- Почётная медаль «За мужество и любовь к Отечеству»
- Почётный знак «Фронтовик»
- Большая золотая медаль Министерства образования ЧССР
- Почётный работник высшего профессионального образования Российской Федерации

## Память
- Имя носит кафедра генетики и разведения животных факультета зоотехнологий и агробизнеса Московской государственной академии ветеринарной медицины и биотехнологии.